# Öffentliche Versicherung Braunschweig

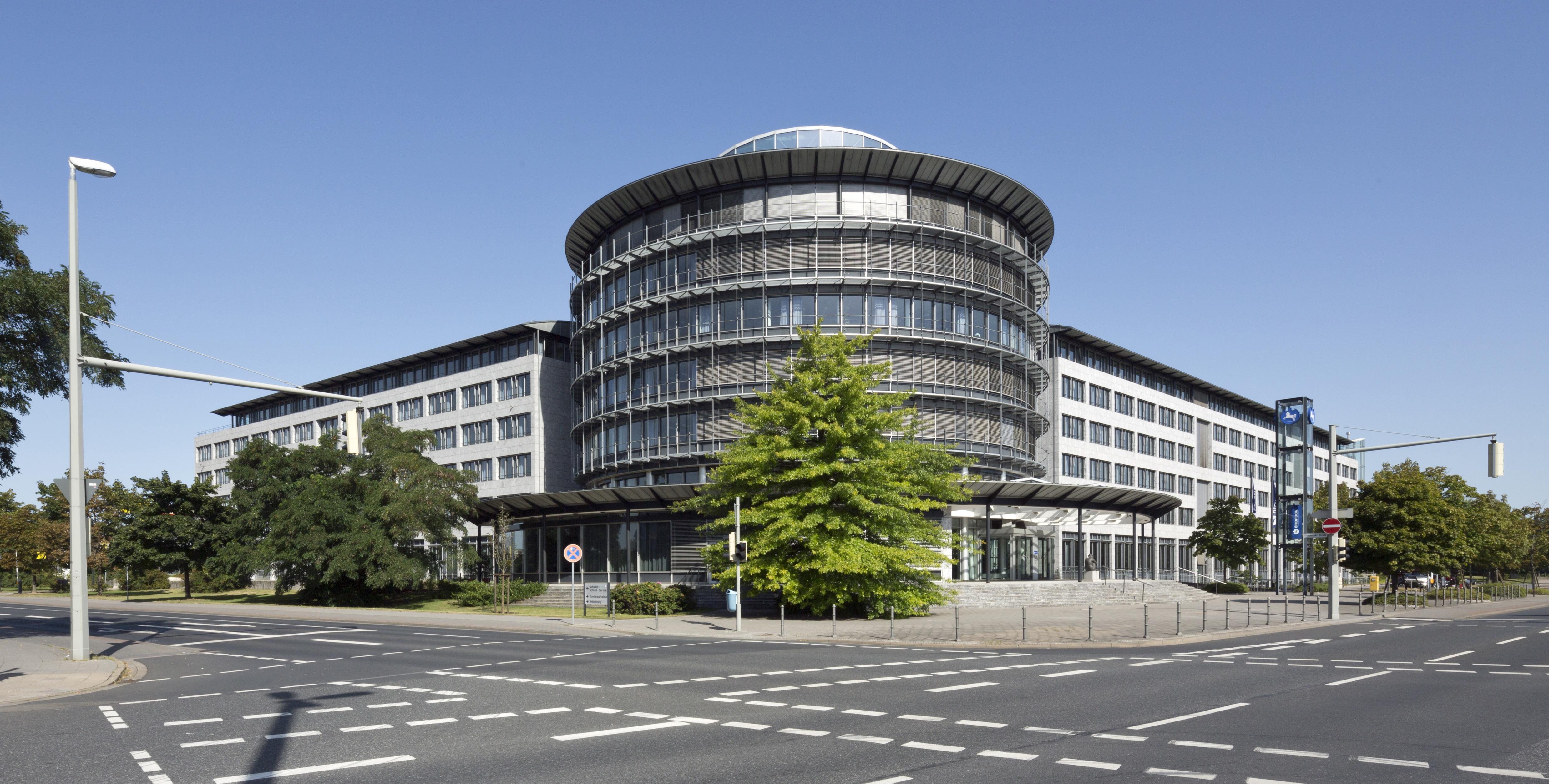
Direktionsgebäude der Öffentlichen Versicherung Braunschweig

Die Öffentliche Versicherung Braunschweig besteht aus zwei Versicherungsunternehmen in der Rechtsform einer Anstalt des öffentlichen Rechts, der Öffentlichen Sachversicherung Braunschweig und der Öffentlichen Lebensversicherung Braunschweig. Die frühere Braunschweigische Landesbrandversicherungsanstalt ist im Wege der Verschmelzung durch Übertragung mit Wirkung vom 1. Januar 2002 von der Öffentlichen Sachversicherung Braunschweig übernommen worden. Die Organe beider Unternehmen (Vorstand, Aufsichtsrat und Trägerversammlung) sind in Personalunion identisch besetzt. Träger beider Anstalten waren bis Dezember 2014 die NORD/LB (75 Prozent) sowie das Land Niedersachsen und der Niedersächsische Sparkassenverband mit jeweils 12,5 Prozent. Das Land Niedersachsen hat die Hälfte seiner von ihm gehaltenen Trägerrechte an den Öffentlichen Versicherungen Braunschweig zum 1. Januar 2015 auf die Stiftung Braunschweigischer Kulturbesitz (SBK) übertragen. Seit 2015 hält die SBK somit 6,25 Prozent der Trägerrechte an den Versicherungsunternehmen.

## Geschichte
Ausgangspunkt für die Gründung einer Versicherung, die die Bevölkerung gegen die Risiken von Feuerschäden versichert, war der große Brand von Schöppenstedt im Jahre 1743, in dem ein erheblicher Teil der städtischen Gebäude und der Erntevorräte vernichtet wurde.
Herzog Carl I. (1713–1780, Herzog zu Braunschweig und Lüneburg, ab 1735 Fürst von Braunschweig-Wolfenbüttel) gründete die Landesbrandversicherungsanstalt im Jahre 1754. Die Versicherung begann ihren Betrieb mit vier Mitarbeitern und erwirtschaftete im zweiten Jahr nach ihrer Gründung einen Umsatz in Höhe von rund 6300 Talern. Vorbild für die Landesbrandversicherungsanstalt Braunschweig war die älteste Feuerkasse der Welt, die Hamburger Feuerkasse (gegründet 1676). Auch die Schulordnung des alten Braunschweiger Landes (1753), die Gründung des Collegiums Carolinum, des Vorläufers der TU Braunschweig (1745), des Herzoglichen Leyhauses Braunschweig (1765) und der Porzellanmanufaktur Fürstenberg (1747) gehen auf Initiativen von Herzog Karl I. zurück. 1837 erhielt die Brandkasse das Monopol für Gebäudeversicherungen. Dieses Monopol bildete die Basis für die weiterhin dynamische Geschäftsentwicklung. 1850 betrug der Umsatz der Versicherung knapp 130.000 Taler.
1919 übertrug die Landesregierung des damaligen Freistaates Braunschweig die Verwaltung der Brandversicherungsgesellschaft dem Direktorium der Braunschweigischen Staatsbank, einem der Vorläufer der heutigen Nord/LB. 1924 wurden aus der Staatsbank heraus die Öffentliche Mobiliarversicherungsanstalt und die Öffentliche Lebensversicherungsanstalt gegründet. Auch für diese beiden Versicherungssparten erhielt die Öffentliche das Monopol. Bei Erich Achterberg, Braunschweigische Staatsbank. Zwei Jahrhunderte Zeitgeschichte. heißt es dazu:

„Braunschweigische Staatsbank und Braunschweigische Landes-Brandversicherungsanstalt wurden beinahe eine Einheit, der Name der Versicherungsanstalt wurde am Eingangstor der Staatsbank eingemeißelt. Aber Bankgeschäft und Versicherungsgeschäft sind doch verschiedene Dinge und so lag die Trennung bereits lange nahe. Mit der Auflösung oder weitgehenden Lockerung der Bindung zwischen Bank und Versicherung kam auch die Beziehung der Staatsbank zu der anfänglich von der Landesbrandversicherung betreuten, später selbständigen Öffentlichen Sachversicherung und Öffentlichen Lebensversicherung zum Abschluß.“

 1944 wurden fast sämtliche Unterlagen des Unternehmens bei einem Bombenangriff verbrannt.
Zwischen 1954 und 1974 stieg die Anzahl der Mitarbeiter von 86 auf 522, der Umsatz der Unternehmensgruppe betrug 1971 rund 100 Millionen DM, 1990 rund 400 Millionen DM, 2012 rund 400 Millionen Euro sowie im Jahr 2014 ca. 467,3 Millionen Euro. Ende der 90er Jahre beteiligte sich die Öffentliche mit 580.000 DM an dem Entschädigungsfonds für Opfer des Nationalsozialismus Stiftung „Erinnerung, Verantwortung und Zukunft“.
Im Jahr 2007 folgte die Gründung eines Tochterunternehmens, die Öffentliche Facility Management GmbH, welche sich vollumfänglich um Immobilienverwaltung und -vermietung, Büroservices sowie Catering und Veranstaltungen kümmert. Die Öffentliche Facility Management GmbH stellt ihren Service auch für Drittmarktkunden bereit. 2024 erfolgte eine Umbenennung in Öffentliche Services GmbH.
2009 erweiterte die Öffentliche Versicherung Braunschweig im Rahmen einer strategischen Kooperation mit der Braunschweigischen Landessparkasse ihr Portfolio um sämtliche Finanzdienstleistungsprodukte, die klassischerweise von Banken und Sparkassen vertrieben werden.
Das Unternehmen verwaltet über 2,8 Milliarden Euro Kapitalanlagevolumen und erwirtschaftet einen Umsatz von über 400 Millionen Euro. Sie vertreibt ihre Produkte und Dienstleistungen ausschließlich im südöstlichen Teil Niedersachsens, dem Alten Braunschweiger Land, sowie im früher zu Braunschweig gehörenden Thedinghausen im Landkreis Verden. Die Öffentliche Versicherung Braunschweig betreut insgesamt rund 1,3 Millionen Versicherungsverträge.

## Arbeitgeber
Das Unternehmen bildet das Berufsbild Kaufmann für Versicherungen und Finanzen aus und bietet weitere Möglichkeiten der Ausbildung und des dualen Studiums. Dies geschieht teilweise auch in der Öffentliche Services GmbH.
Die Versicherung gewährt eine betriebliche Altersversorgung. Das Unternehmen ermöglicht eine Tätigkeit in Teilzeit oder von Zuhause aus. Die Öffentliche Versicherung Braunschweig beteiligt sich an der Finanzierung eines überbetrieblichen Kindergartens und bietet ein innerbetriebliches Gesundheitsprogramm mit vielen Sportangeboten an.

## Vertrieb
Seit Beginn der 2000er Jahre wurde der Vertrieb nach Darstellung des Unternehmens schrittweise zu einem Finanzdienstleister mit ganzheitlichem Beratungsansatz weiterentwickelt. Seit 2010 vermarkten die rund 550 Vertriebspartner der Öffentlichen Versicherung Braunschweig auch sämtliche Produkte und Dienstleistungen der Braunschweigischen Landessparkasse.

## Engagement für die Region

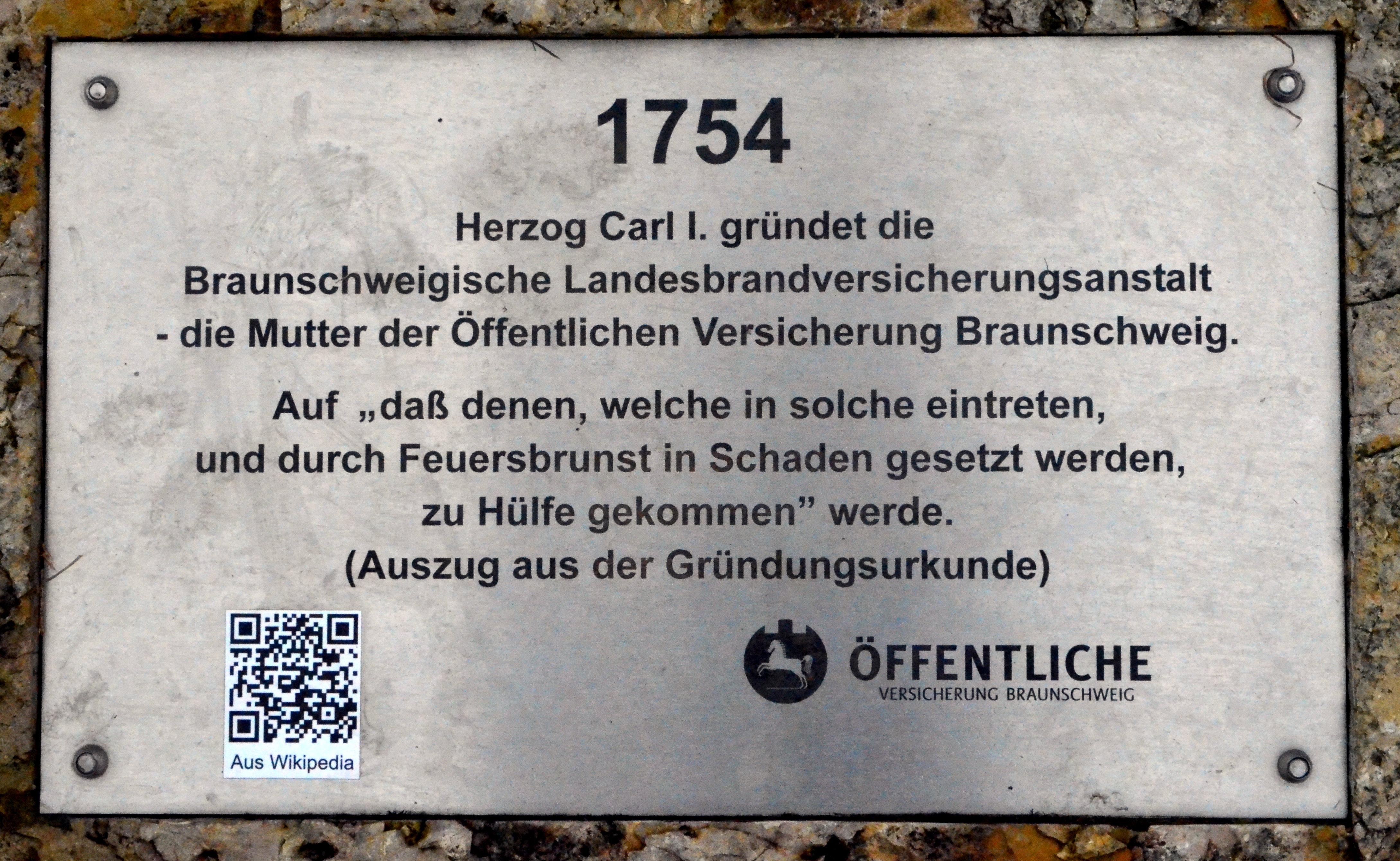
QRpedia-QR-Code für den Artikel Öffentliche Versicherung Braunschweig auf dem „Zeitpfad“ bei der Königspfalz Werla, der durch die Öffentliche mitfinanziert wurde. 1754 als Gründungsdatum der „Landesbrandversicherungsanstalt“.

Das Unternehmen fördert regelmäßig unter anderem den Fußballverein Eintracht Braunschweig, das Braunschweigische Staatstheater, die Feuerwehren, Schulen sowie die Universitäten und Hochschulen der Region.
Das offizielle Maskottchen der Öffentlichen Versicherung Braunschweig ist das weiß-blaue Pferd Öfi.

## Einzelbelege
1. ↑  Erich Achterberg: Braunschweigische Staatsbank. Zwei Jahrhunderte Zeitgeschichte. S. 207.
2. ↑   braunschweigheute.de (Memento vom 29. Mai 2015 im Internet Archive)
3. ↑  „250 Jahre – Geschichte und Geschichten einer Versicherung“ Öffentliche Versicherung Braunschweig, 2004 / Geschäftsberichte der Öffentlichen Versicherung Braunschweig.